# إيناس عز الدين
إيناس عز الدين (24 سبتمبر 1980 -)، ممثلة مصرية.

## حياتها ونشأتها
ولدت بالقاهرة، وهي زوجة المطرب الشعبي أحمد العيسوي، وكيل لجنة العمل في نقابة المهن الموسيقية.

## مسيرتها
أوضحت إيناس، أن بداية ظهروها كانت على مسرحية بودي جارد مع الفنان عادل إمام، وكانت بدايتها التلفزيونية من خلال مسلسلات شباب رايق جداً 1998 والرجل الآخر 1999، والرقص على سلالم متحركة 2001، شاركت بعدها في عدة أعمال درامية ناجحة ساهمت في تعريف الجمهور بها.

## أعماله[8]
أفراح إبليس ج2
2019 - مسلسل
نوارة
خسسني شكراً
2019 - فيلم
سلسال الدم ج5
2018 - مسلسل
فكرية
لمس أكتاف
2018 - مسلسل - اذاعي
سلسال الدم ج4
2017 - مسلسل
فكرية
شطة هندي
2017 - مسلسل - اذاعي
صباح
السبع بنات
2016 - مسلسل
فريال
الكيف
2016 - مسلسل
توتا
سلسال الدم ج3
2016 - مسلسل
فكرية
مين معايا
2016 - مسلسل - اذاعي
جمهورية إمبابة
2015 - فيلم
سوزى
حب لا يموت
2015 - مسلسل
زواج بالإكراه
2015 - مسلسل
حنان
سلسال الدم ج2
2015 - مسلسل
فكرية
تفاحة آدم
2014 - مسلسل
كيد الحموات
2014 - مسلسل
فوتنة
وش سجون
2014 - فيلم
عزة
الرجل العنّاب
2013 - مسلسل
دينا (زوجة النقيب تيسير فهمي)
الزوجة الثانية
2013 - مسلسل
فهيمة
الوالدة باشا
2013 - مسلسل
نعيمة
سلسال الدم ج1
2013 - مسلسل
فكرية
خطوط حمراء
2012 - مسلسل
آدم
2011 - مسلسل
سامية (أخت آدم الكبرى)
الريان
2011 - مسلسل
صباح الزوجة الثانية
العار
2010 - مسلسل
حنان
خط أحمر
2010 - مسلسل - سباعية
رباب
ملكة في المنفى
2010 - مسلسل
سنية
زهرة برية
2009 - مسلسل
عصابة بابا وماما
2009 - مسلسل
هدوء نسبي
2009 - مسلسل
بنات في الثلاثين
2008 - مسلسل
حبيب الروح
2006 - مسلسل
قلوب تائهة
2006 - مسلسل
ألف ليلة وليلة: سالم وغانم
2005 - مسلسل
أعمال رجال
2004 - مسلسل
فجر ليلة صيف
2004 - مسلسل
فريسكا
2004 - مسلسل
لقاء على الهواء
2004 - مسلسل
إنتصار
أبيض x أبيض
2003 - مسلسل
نشوي
الحقيقة والسراب
2003 - مسلسل
ياسمين
عاصفة الشك
2003 - مسلسل
غداً يوم آخر
2003 - مسلسل
انظر حولك وابتسم
2002 - مسلسل
جحا المصري
2002 - مسلسل
فلاح في الكونجرس
2002 - فيلم
الرقص على سلالم متحركة
2001 - مسلسل
مقام المالطي
2001 - مسلسل
الجحيم رجل
2000 - مسلسل
أسعد زوج في العالم
1999 - مسلسل
الرجل الآخر
1999 - مسلسل
سناء
كلمات
1999 - مسلسل
لما التعلب فات
1999 - مسلسل
صفاء
شباب رايق جدا
1998 - مسلسل
البيضة والحجر
1990 - فيلم
الحب الأول والأخير
0 - سهرة تليفزيونية
عيون حزينة
0 - سهرة تليفزيونية